# Радужный флаг

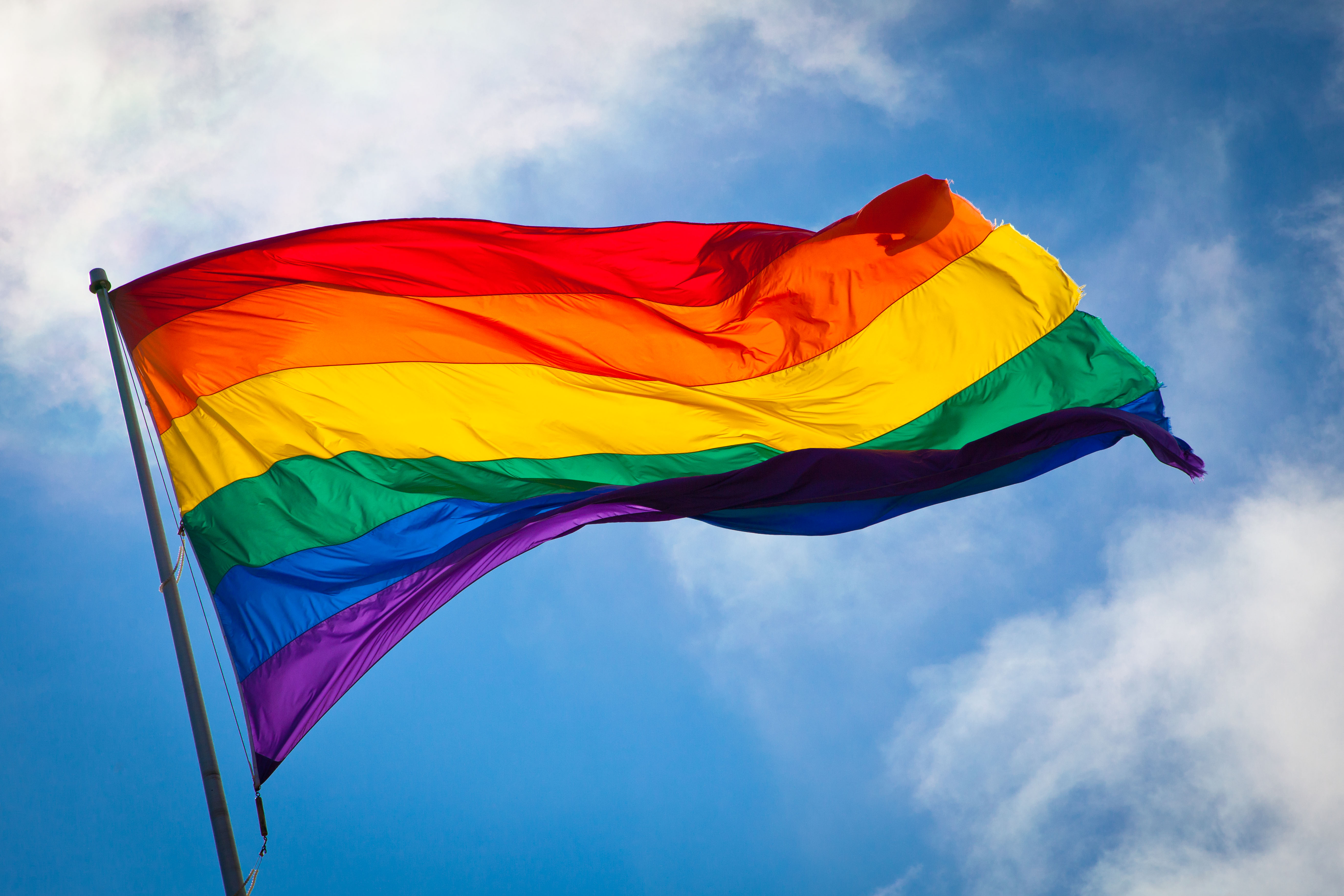
Символика ЛГБТ.
Один из вариантов радужного флага с шестью полосами (без голубого цвета)

Радужный флаг (англ. Rainbow flag) — разноцветный флаг, состоящий из палитры радуги. Встречаются различные варианты флага, но все они основаны на классической последовательности цветов: красный, оранжевый, жёлтый, зелёный, голубой и (или) синий, фиолетовый, хотя такое применение сочетаний не следует традиционным европейским канонам геральдики.
Радужные флаги известны в различных культурах и течениях. На сегодняшний день одними из наиболее известных и узнаваемых вариантов являются «Прайд-флаг» (символ движения ЛГБТ), «Флаг мира» (символ движения за мир), флаг движения коренных народов Америки. Схожесть их дизайна нередко приводит к путанице.

## Исторические предпосылки

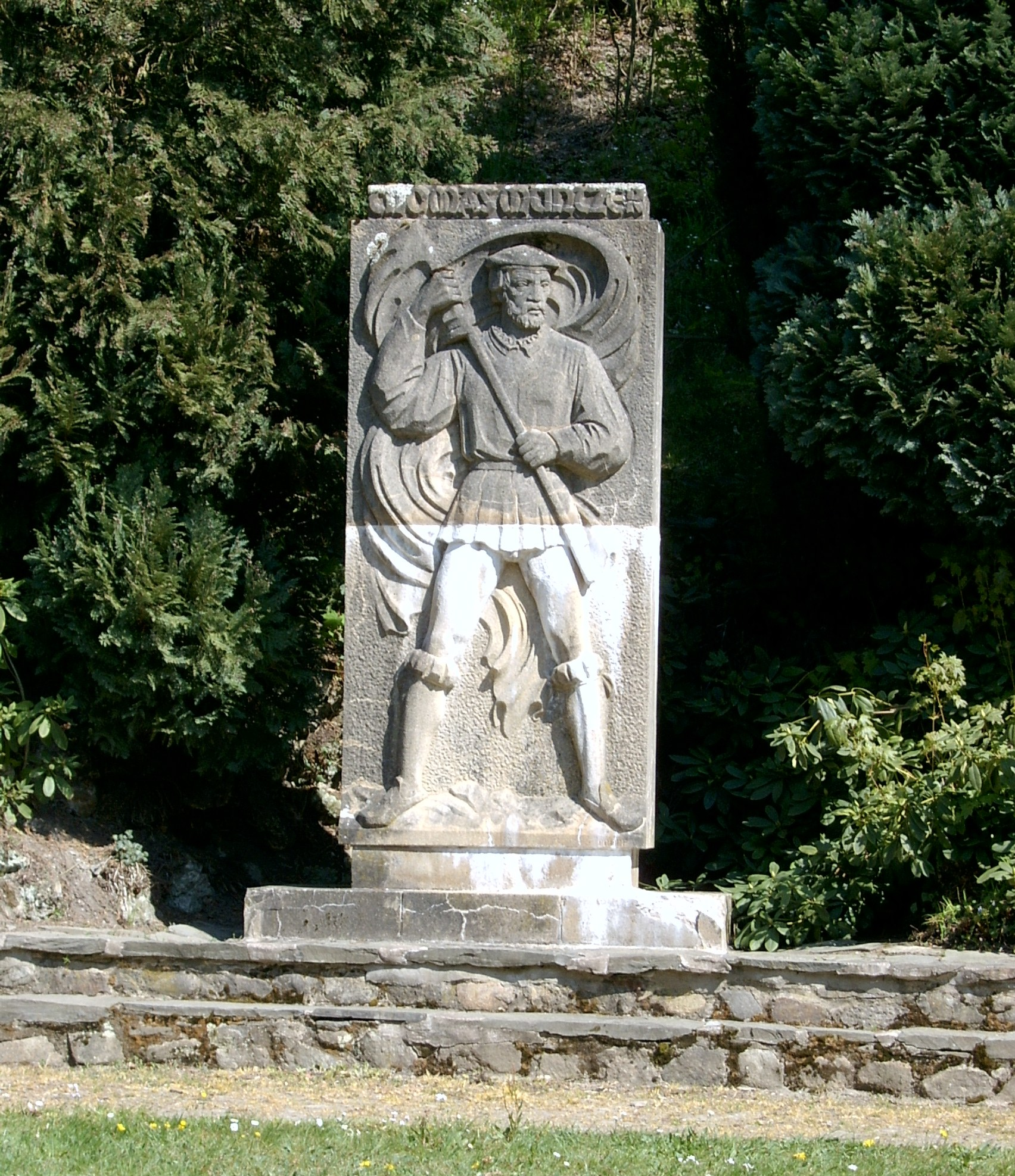
Памятник Томасу Мюнцеру с радужным флагом в Штольберге

Наряду с другими небесными явлениями радуга является одним из древних символов человечества. Так, в скандинавской мифологии радуга считается мостом, соединяющим мир людей с миром богов. В ведийской мифологии она является луком бога-громовержца Индры. В древнегреческой мифологии радуга символизирует вестницу богов Ириду. В мифологии аборигенов Австралии змей-радуга является покровителем неба, воды, плодородия и шаманов. В Китае в радуге различают пять цветов, соединение которых означает единство инь и ян.
В Ветхом Завете радуга, появившаяся перед Ноем на исходе Всемирного потопа, является символом заключения союза между Богом и человечеством. Эта легенда нашла своё отражение в толковании построения флагов некоторых государств, например Армении и Эфиопии. Во время немецкой Крестьянской войны лидер восстания реформатор Томас Мюнцер выбрал радугу как знак вечного божественного союза, как символ нового времени, надежды и изменений. В апреле 1525 года был изготовлен белый флаг длиной в 30 локтей, на котором была размещена радуга, а также надпись: «Слово Бога вечно» (лат. Verbum Domini Manet in Aeternum). С тех пор на некоторых знаменах Тюрингии также имеются радужные полоски.
В 1924 году известный французский экономист Шарль Жид изготовил радужный флаг для празднования Международного дня кооперативов. Он подчёркивал, что радуга символизирует единство в разнообразии и мощность света, просвещения и прогресса. Флаг стал официальным символом Международного кооперативного альянса в 1925 году. В послевоенном периоде Альянс начинает активно сотрудничать с рабочим движением во многих странах мира. В 2001 году дизайн флага был изменён из-за постоянно возникающей путаницы с другими движениями.
Во второй половине XX века получило распространение так называемое «Движение радуги», декларировавшее приверженность идеалам мира, любви, гармонии, свободы и сотрудничества. Его идеология и символика были якобы основаны на древнем пророчестве североамериканских индейцев (впоследствии оно оказалось мистификацией). В конечном итоге символ радуги стал использоваться в субкультуре хиппи, нью-эйдж, экуменических, мистических, экологическом движениях.

## Флаг ЛГБТ-сообщества

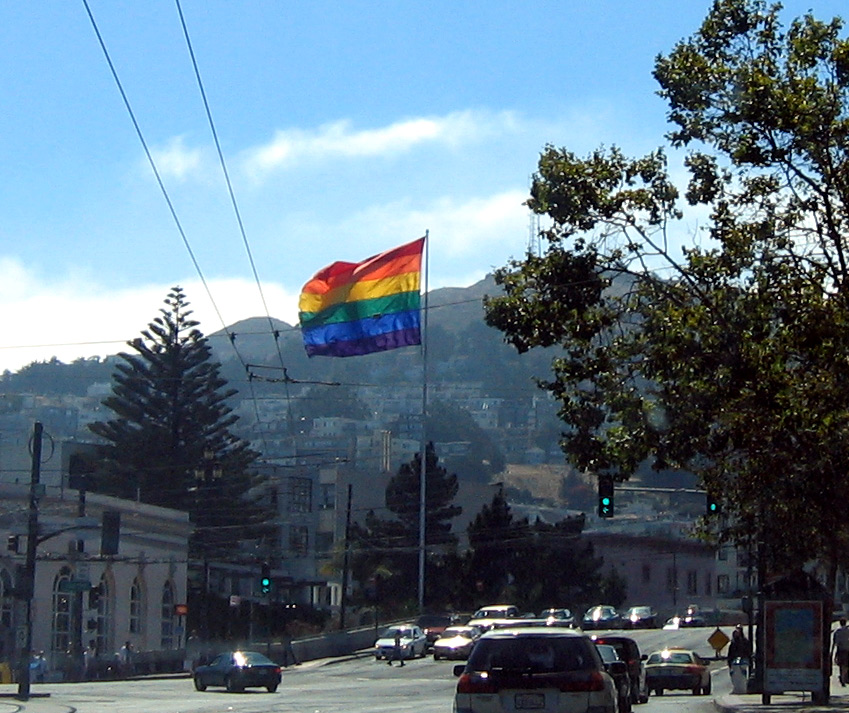
Площадь Харви Милка, Кастро, Сан-Франциско

Радужный флаг (также известный как Прайд-флаг (англ. Pride flag), Флаг свободы (англ. Freedom flag)) является интернациональным символом сообщества лесбиянок, геев, бисексуалов и трансгендерных людей (сокр. ЛГБТ-сообщество), а также движения в поддержку прав человека в их отношении. Традиционно флаг состоит из шести продольных полос, цвета которых идут в соответствии с природным порядком радуги сверху вниз: красный, оранжевый, жёлтый, зелёный, синий и фиолетовый. Флаг используется в шествиях гей-прайдов и других общественных акциях, вывешивается в гей-кварталах, на зданиях ЛГБТ-организаций, «Gay-friendly» заведений и так далее.
Радужный флаг был разработан Гилбертом Бейкером специально для гей-прайда в Сан-Франциско 1978 года (англ. San Francisco Gay Freedom Day). Художник отмечал: «Когда я задумался о создании флага для гей-движения, не было никакого другого международного символа для нас, кроме розового треугольника, которым нацисты идентифицировали геев в концентрационных лагерях. Хотя розовый треугольник по-прежнему был мощным символом, но он все же был нам навязан».

## Флаг движения за мир

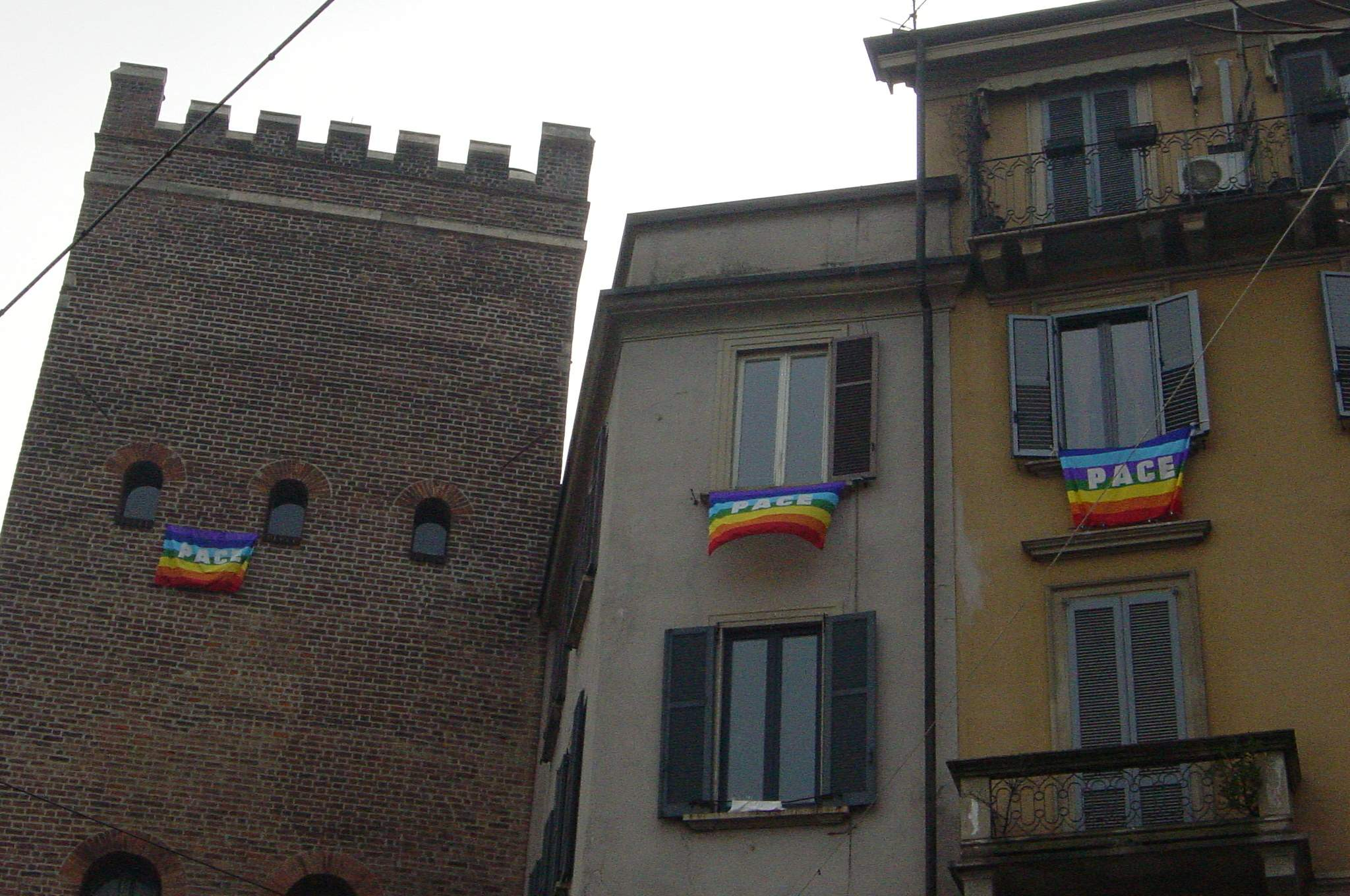
Протест против войны в Ираке, Милан, 18 марта 2003 года

«Флаг мира» (итал. Bandiera della Pace) является одним из символов международного движения за мир. Его автором считается итальянский философ, теолог и гуманист Альдо Капитини, продемонстрировавший радужное знамя на первом марше за мир из Перуджи в Ассизи 24 сентября 1961 года. Радуга была выбрана как символ празднования разнообразия и библейский знак примирения. Указывается, что Капитини увидел прототип своего флага в 1958 году на демонстрации, организованной британским писателем и общественным деятелем Бертраном Расселом. Есть свидетельства того, что радужное знамя в качестве знака мира было предложено уже в 1949 году и возможно было заимствовано у кооперативного движения.

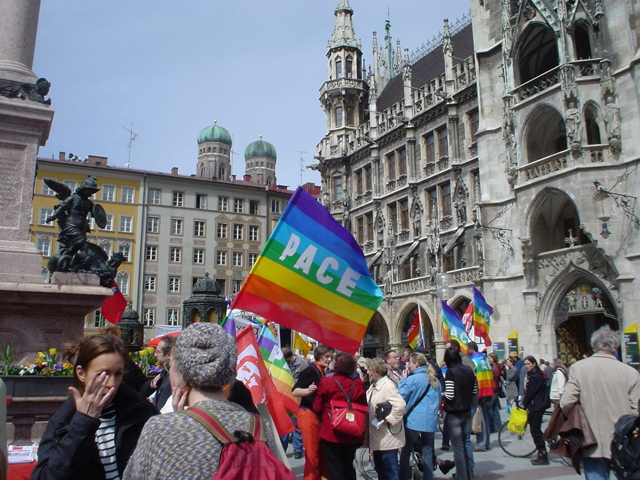
Марш за мир, Мюнхен, 15 апреля 2006 года

Современный наиболее популярный вариант флага мира, предложенный итальянскими коммунистами в 1980-х годах, имеет семь цветов, расположенных в обратном природному порядке сверху вниз: фиолетовый, синий, голубой, зелёный, жёлтый, оранжевый, красный. Иногда фиолетовый и синий меняются местами. Посередине флага помещается надпись «PACE» (итал. «мир»). В зависимости от языка надпись может иногда варьироваться, например: «PEACE» (англ.), «SHALOM» (иврит), «EIPHNH» (греч.) и так далее.
Во время войны в Ираке в 2003 году многие итальянцы последовали призыву «Мир со всех балконов» (итал. Pace da tutti i balconi) и в знак протеста вывесили флаги на балконы, окна и стены домов. Эта кампания имела широкий общественный резонанс, радужное знамя приобрело большую популярность в Италии, а затем и по всей Европе. Одним из основателей нового движения выступил католический священник Алекс Дзанотелли (итал. Alex Zanotelli). Активное участие в акции религиозных деятелей и даже размещение радужных флагов в церквях вызвало осуждение со стороны официального Ватикана, который, в частности, был озабочен невольно возникающими ассоциациями с гей-движением и нью-эйджем.

## Флаг движения коренных народов Южной Америки

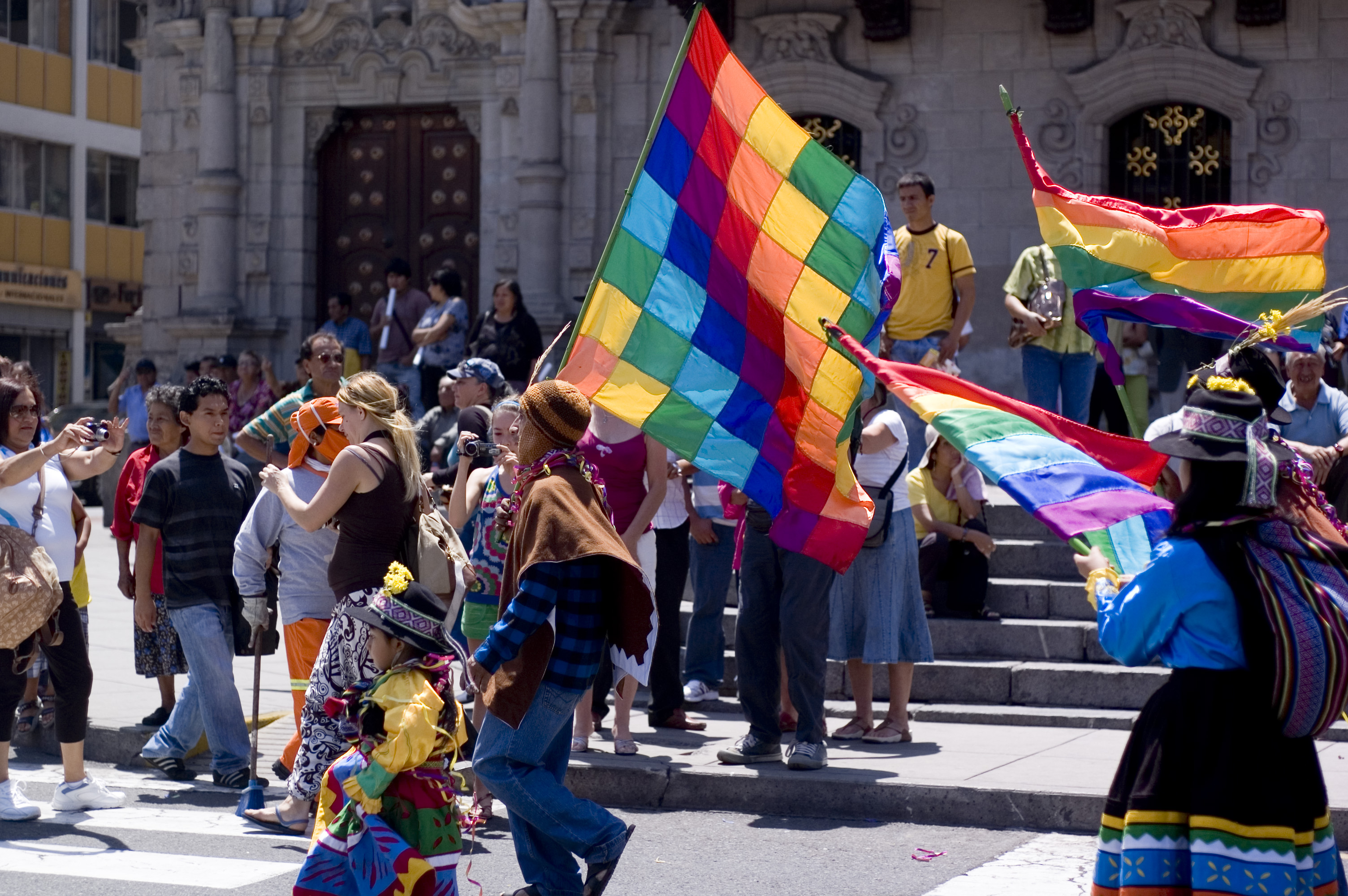
Флаг Випала на марше индейцев

По некоторым источникам, в Империи Инков радуга являлась одним из употребляемых символов, однако есть разногласия относительно существования в древнюю эпоху радужного флага как такового. В 1970-х годах радужный флаг (в частности, мозаичный вариант Wiphala) стал символом движения коренных народов Южной Америки в Боливии, Перу, Чили и Эквадоре.
В 1978 г. перуанский город Куско принял семицветный радужный флаг в качестве своего официального флага. Однако в последнее время ведутся дискуссии об изменении главного атрибута города из-за частой путаницы его с «гей-флагом».
Согласно внесённым в конце 2009 года поправкам в Конституцию Боливии Wiphala стал вторым национальным флагом, для того чтобы подчеркнуть исторические корни республики.

## В России
В России радуга присутствует на флагах городов Радужный во Владимирской, Московской областях и Ханты-Мансийском округе, на флаге партии «Патриоты России». Флаг Еврейской автономной области представляет собой белое прямоугольное полотнище, по горизонтальной оси которого расположена цветная полоса радуги, состоящая из семи узких горизонтальных полосок: красной, оранжевой, жёлтой, зелёной, голубой, синей и фиолетовой. Флаг автономной области даже проверяли на предмет «пропаганды гомосексуализма». Радужный флаг был выбран флагом основанной К. Н. Боровым «Партии экономической свободы», что послужило причиной последующих конфузов (его путали с «гей-флагом»).
Мотив радуги присутствует на логотипах ЛГБТ-организаций России, например, Российской ЛГБТ-сети, Выхода, Равноправия, LaSky, кинофестиваля «Бок о Бок», Московского гей-прайда.
|                                   |                                |                             |                                     |                                                                      |
| Флаг Еврейской автономной области | Логотип Московского гей-прайда | Прайд-флаг Санкт-Петербурга | Радужный флешмоб в Санкт-Петербурге | Московские Триумфальные ворота в дни Санкт-Петербургского гей-прайда |